# اوکادا ۸۴۱۶
سیارک ۸۴۱۶ (به انگلیسی: 8416 Okada، نامگذاری:1996VB8) هشت هزار و چهارصد و شانزدهمین سیارک کشف شده‌است که در ۳ نوامبر ۱۹۹۶ کشف شد.
قدر مطلق سیارک برابر ۱۴٫۰۰ است.